# Pteris radiata
Pteris radiata là một loài dương xỉ trong họ Pteridaceae. Loài này được Bojer mô tả khoa học đầu tiên năm 1837.
Danh pháp khoa học của loài này chưa được làm sáng tỏ. 